# Nectophrynoides cryptus
Espèce
Statut de conservation UICN

 EN B1ab(iii) : En danger
Statut CITES
Nectophrynoides cryptus est une espèce d'amphibiens de la famille des Bufonidae.

## Répartition
Cette espèce est endémique du Nord des monts Uluguru dans l'est de la Tanzanie,. Elle se rencontre entre 600 et 2 200 m d'altitude.

## Publication originale
- Perret, 1971 : Les espèces du genre Nectophrynoides d’Afrique (Batraciens Bufonidés). Annales de la Faculté des Sciences du Cameroun, vol. 6, p. 99-109.